# Laboratorio Chile
Laboratorio Chile es una empresa farmacéutica chilena, cuyas operaciones se ubican en las comunas de Maipú, Pudahuel y Ñuñoa, de la ciudad de Santiago de Chile. La empresa fue creada en 1896 por Luis Brand, Ernesto Bouey y Olio Jahnke.En 1933, la Caja de Seguro Obligatorio adquiere la propiedad y convierte a Óscar Agüero Corvalán como su primer director, hasta 1955.Con la creación de la Corporación de Fomento de la Producción en la década de 1940, el rol estatal comienza a ser clave en la empresa hasta su privatización en los años 1990.En 2001, el laboratorio es adquirido por la empresa estadounidense IVAX, cual posteriormente sería comprada por Teva.